# 남원주역세권개발사업
남원주역세권개발사업은 대한민국 강원특별자치도 원주시 무실동 일원으로 이전하는 원주역 주변에 실시하는 역세권 개발이다. 새로운 원주역은 경강선 경기도 구간과 직결 운행하는 열차의  기·종점 역할을 하게 된다. 2020년 현재 강릉원주대학교, 연세대학교 미래캠퍼스와 한라대학교 등이 위치한 흥업면과 역사가 위치한 무실동 일원의 생활권을 묶고자 역세권개발이 진행되고 있으며, 인근에 위치한 뉴스테이 지구와 유기적으로 개발된다.

## 연혁
- 2019년 10월 18일 원주역으로 역명 결정[2]
- 2020년 하반기 역사 준공
- 2021년 1월 5일: 중앙선 개통
- 2024년: 수도권 전철 경강선 개통 (예정)

## 같이 보기
- 원주역
- 역세권